# Madhepura
Madhepura est une ville indienne située dans le district de Madhepura dans l’État du Bihar. En 2001, sa population était de 45 015 habitants.

## Source de la traduction
- (en) Cet article est partiellement ou en totalité issu de l’article de Wikipédia en anglais intitulé « Madhepura » (voir la liste des auteurs).